# Aphestia calceata
Aphestia calceata är en tvåvingeart som beskrevs av Ignaz Rudolph Schiner 1867. Aphestia calceata ingår i släktet Aphestia och familjen rovflugor. Inga underarter finns listade i Catalogue of Life.